# Megavideo
Megavideo是著名線上網路硬碟Megaupload推出的影片分享網站，現已無法存取，曾自称超越YouTube，可以上传单个5GB的視訊文件，有多种语言界面（包括中文版）。2009年，由於Megaupload把香港IP封鎖，Megavideo同時亦把香港IP封鎖。
在中国大陆不能正常访问megavideo，虽然可以连接到服务器，但网页完全不能正常显示，仅能显示网页的标题。所以基本处于被封锁状态。
2012年1月19日遭到美國FBI因擁有大量的侵犯著作權檔案為由而強制關閉網站。